# Ашраф Дари
Ашраф Дари (на арабски: أشرف داري) е марокански футболист роден на 6 май 1999 в Казабланка, Мароко който играе на поста защитник. Състезател на френския Брест и националния отбор на Мароко. Участник на Мондиал 2022, автор на първия си гол за националния отбор в мача за бронзовите медали срещу Хърватия - 1:2.

## Успехи

### Видад (Казабланка)
- Шампион на Мароко (3): 2018–19, 2020–21, 2021–22[3]
- Шампионска лига на Африка (1): 2021–22[3]

### Мароко до 20 г.
- Шампион на Франкофонските игри (1):[4][5]

### Индивидуални
- Най-добър защитник в Шампионска лига на Африка (1): 2021/22[6]